# Colonia Rosa
Colonia Rosa es una localidad argentina ubicada en el departamento San Cristóbal de la provincia de Santa Fe. Se encuentra al sudoeste del departamento, a 9 km del límite con la provincia de Santiago del Estero. Cuenta con un acceso asfaltado desde la ruta provincial 23.
En la localidad se desarrolla anualmente la Fiesta de la Cantata Popular desde hace más de 50 años.

## Población
Cuenta con 1125 habitantes (Indec, 2010), lo que representa dos personas menos frente a los 1127 habitantes (Indec, 2001) del censo anterior.
| Gráfica de evolución demográfica de Colonia Rosa entre 1991 y 2010 |
|                                                                    |
| Fuente: Censos nacionales del INDEC                                |